# Андреев, Мануил Андреевич
Мануил Андреевич Андреев (1884—1959) — советский художник и педагог, посвятивший своё творчество графическому искусству — промышленной графике; его работы в течение многих лет были украшением всех кондитерских витрин сначала царской России, а потом и Советского Союза.

## Биография
Родился 21 марта 1884 года в городе Ярцево Смоленской губернии в семье механика ткацкой фабрики. Вскоре семья переехала в Москву, где Мануил окончил Петровско-Басманное училище и был отдан родителями учеником в иконописную мастерскую.

В 1898 году отец устроил его учеником в граверное отделение литотипографии Юлиуса-Теодора Кирстена на Покровке. Одновременно юный ученик поступил на вечерние классы Строгановского училища, которые окончил в 1901 году, и продолжил работать в типографии уже как художник-рисовальщик. 

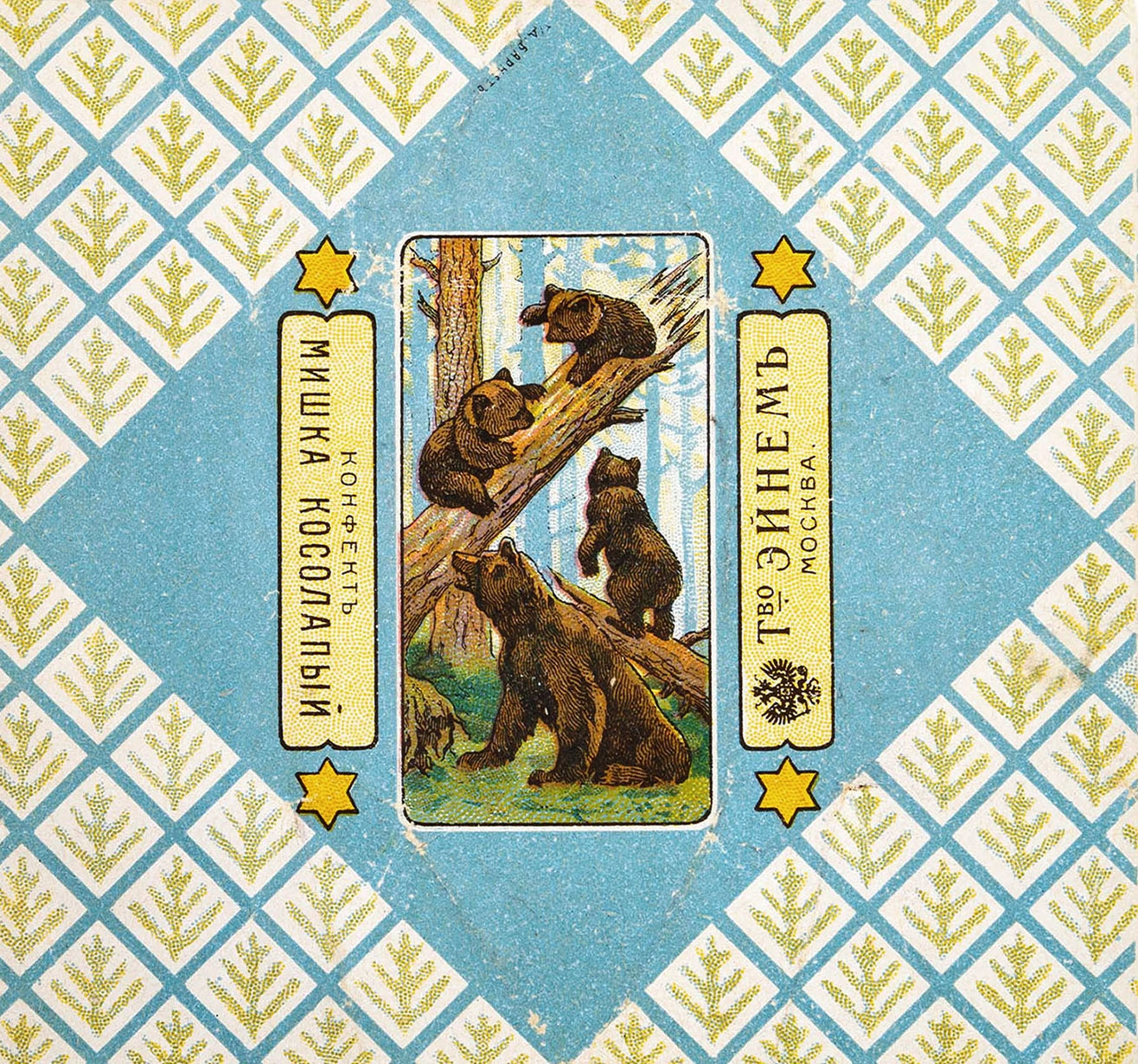
Обёртка конфет «Мишка косолапый»

В 1906 году Мануил поступил в Московское училище живописи, ваяния и зодчества сразу в главные классы, минуя общеобразовательный, которое окончил через пять лет и был оставлен в нём ещё на четыре года на обучение в классе известного художника-педагога А. С. Степанова для выполнения самостоятельной работы на звание художника живописи. Во время учёбы Андреев получал похвалы, а также денежные награды и один раз — Левитановскую стипендию. При этом он не прекращал работы в типографии, которую с 1909 года взяли в аренду братья Вильгельм-Теодор и Герман-Юлиус Менерты. В 1913 году Мануил выиграл конкурс на оформление стенки рекламного календаря, проводимый «Товариществом паровой фабрики шоколадных конфет и чайных печений „Эйнем“», и с тех пор большинство графических оформлений своей продукции и рекламы крупнейшая фабрика стала заказывать у братьев Менерт.
При поддержке директора правления товарищества Владимира Гейса художник достиг успехов в области промышленной графики. Владея искусством миниатюры и зная технические возможности литографии того времени, применял эти навыки в своей работе. В 1913 году стал автором первых вариантов оформления широко известных уже более века конфет «Мишка косолапый». Интересно, что для первой конфетной обёртки с картинкой Мануил Андреев заимствовал сюжет картины Ивана Шишкина «Утро в сосновом лесу».
После Октябрьской революции Андреев начал участвовать в выставках художников-графиков и преподавать, а также писал пейзажи на тему подмосковной природы, выполняя все свои произведения темперными красками на серой бумаге. Однако основным направлением в его творчестве осталась работа в области промышленной графики и рекламы. С 1922 по 1930 год, уже будучи художником на фабрике имени Бухеева (так стала называться типография братьев Менерт после национализации), он выполнял заказы для винодельческой, парфюмерной, табачной, чайно-кофейной и консервной промышленности СССР.
С 1944 году Мануил Андреевич стал членом Московского Союза художников, преподавал рисунок молодым художникам-графикам, в числе которых был Леонид Челноков, который творчески переработал и восстановил после смерти своего учителя многие его знаменитые работы.
В фонде Центральной универсальной научной библиотеки имени Н. А. Некрасова находится наиболее полный альбом дореволюционных и советских работ художника.
Умер М. А. Андреев в Москве 22 ноября 1959 года. Похоронен на Пятницком кладбище.

Этикетки продукции «Эйнем» работы Мануила Андреева
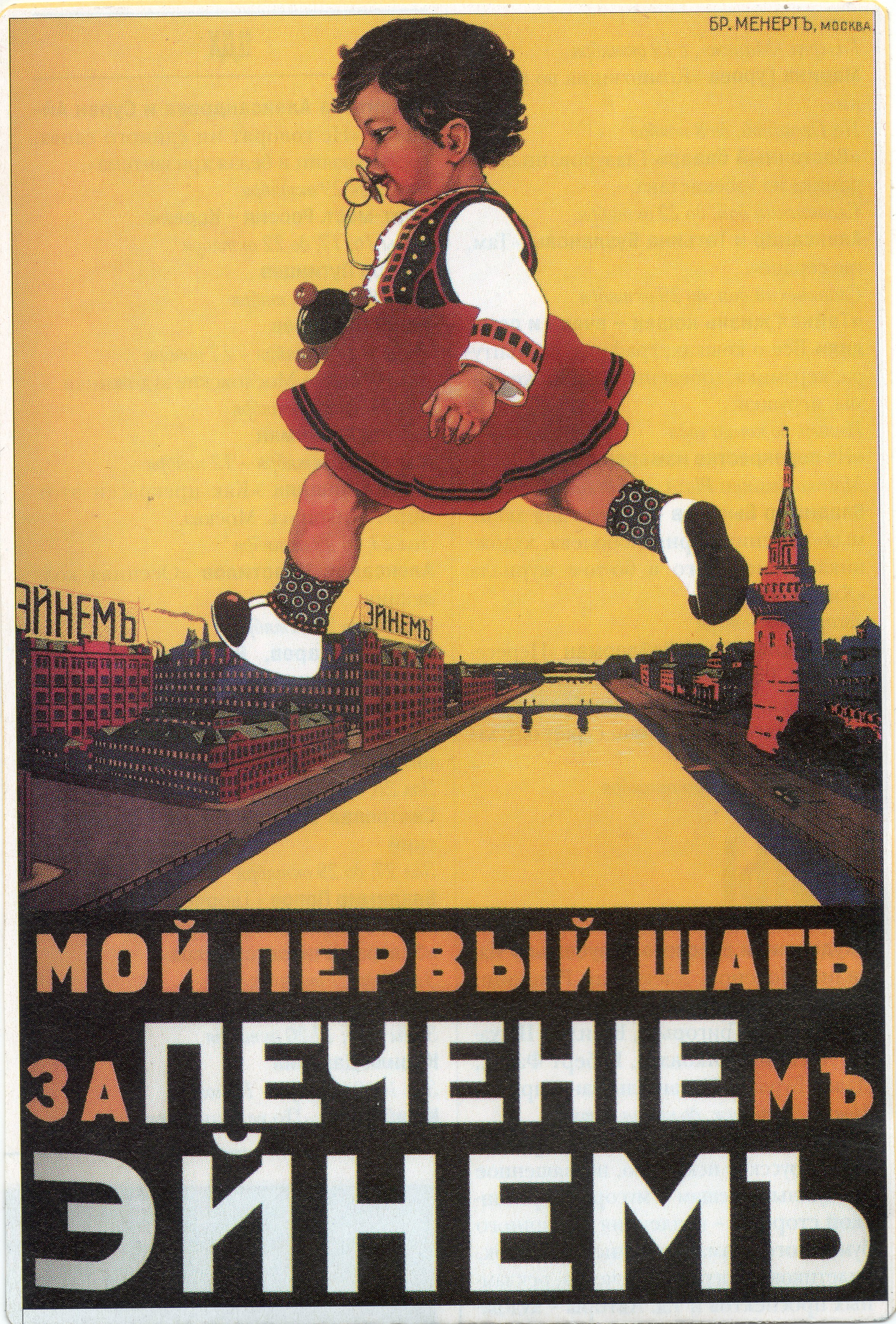
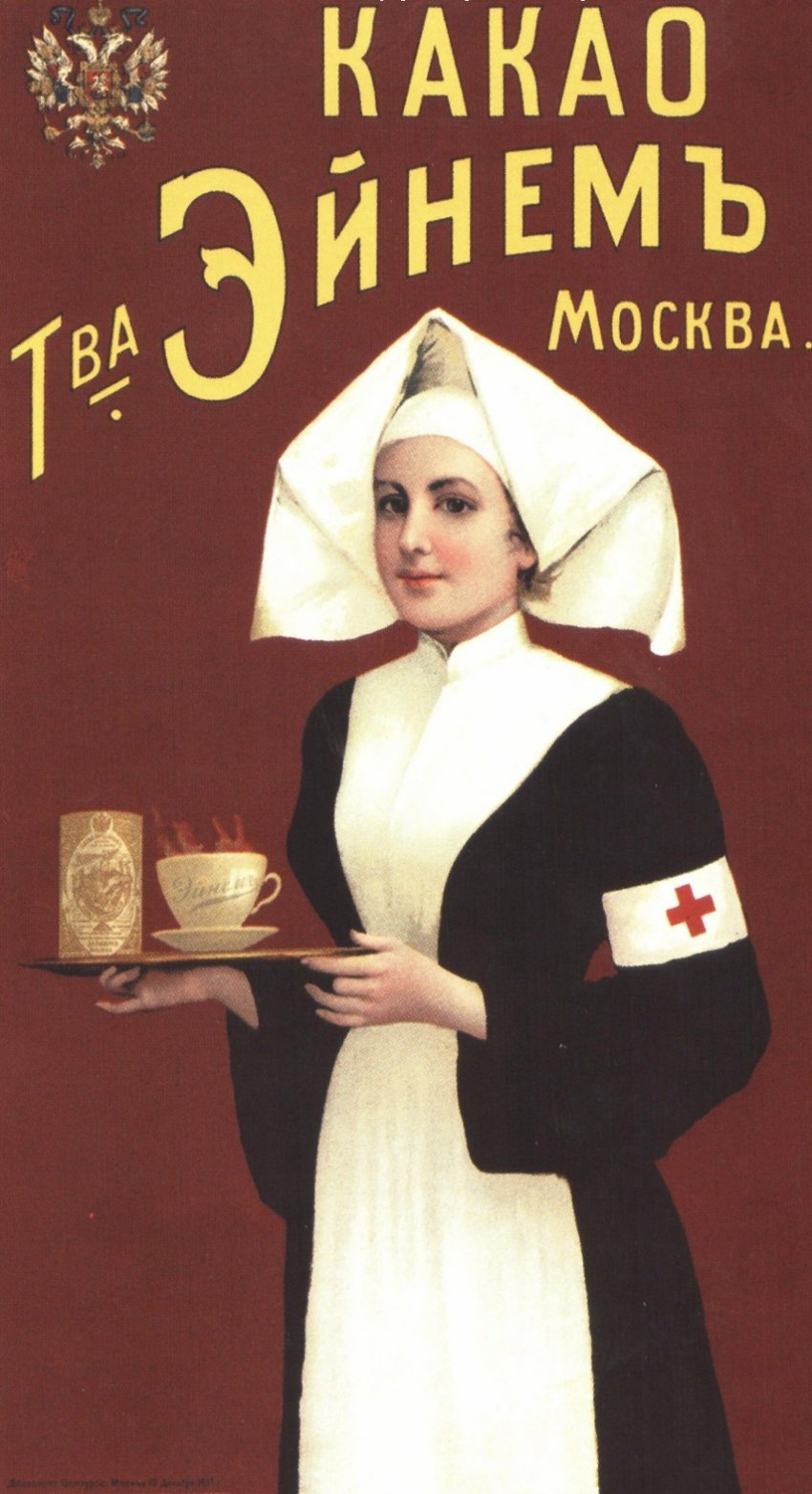
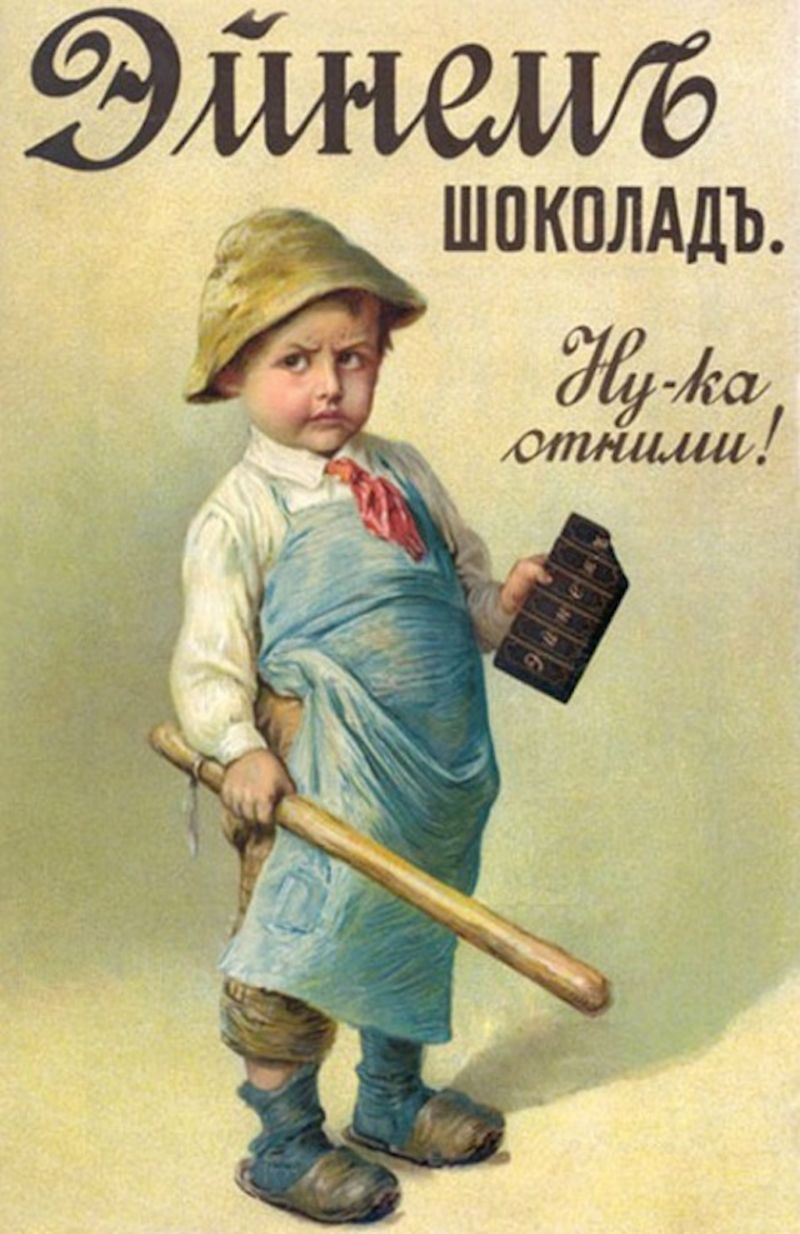
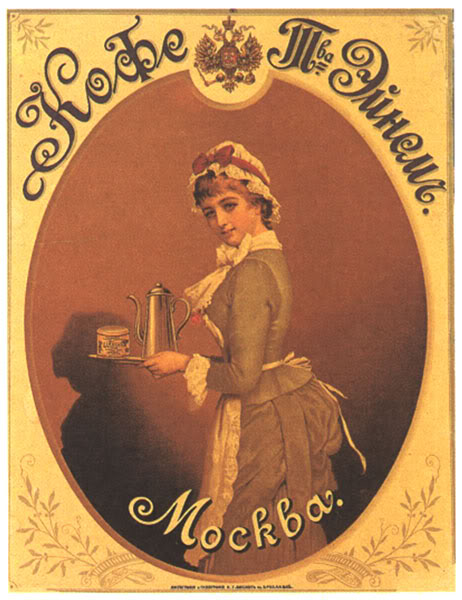
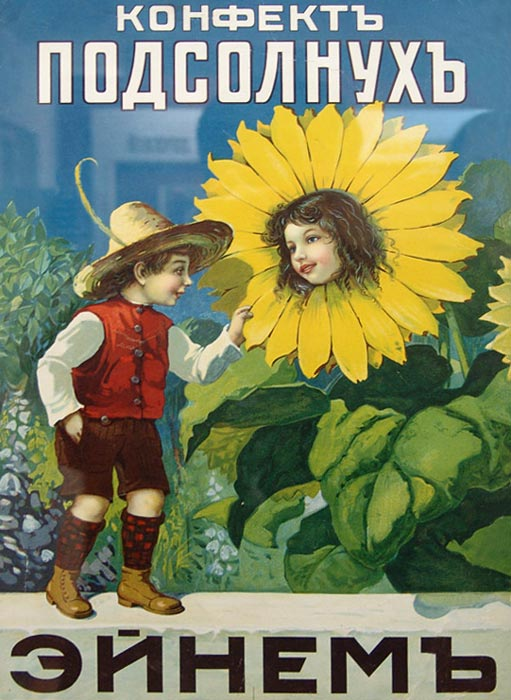
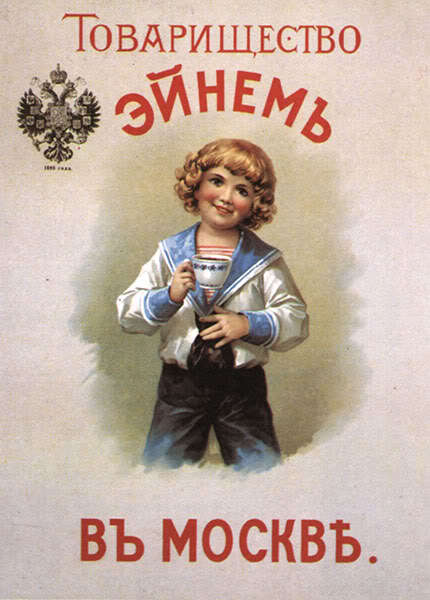